# Renzo Sánchez
Renzo Sánchez, né le 17 février 2004 à Rocha en Uruguay, est un footballeur uruguayen qui joue au poste d'ailier droit au Club Nacional.

## Biographie

### En club
Né à Rocha, Renzo Sánchez est formé par le Club Nacional, où il commence sa carrière professionnelle. Il est promu en équipe première au début de l'année 2022. Il joue son premier match en première division uruguayenne le 18 octobre 2022, contre le CS Cerrito. Il entre en jeu et son équipe l'emporte par deux buts à un

### En sélection
Renzo Sánchez est convoqué avec l'équipe d'Uruguay des moins de 20 ans pour participer au Championnat d'Amérique du Sud des moins de 20 ans qui a lieu en janvier et février 2023,. L'Uruguay termine deuxième, et donc finaliste de la compétition après sa défaite face au Brésil (2-0),.
En janvier 2024 il est sélectionné avec l'équipe d'Uruguay Olympique pour participer au Tournoi pré-olympique de la CONMEBOL 2024.

## Palmarès
Uruguay -20 ans
- Championnat d'Amérique du Sud
  - Finaliste en 2023